# フルリ語
フルリ語（英: Hurrian）（またはフリ語）は紀元前2300年ごろから紀元前1000年ごろまでメソポタミアに暮らし、ミタンニ王国を築いたフルリ人（またはフリ人）の言語。
語族的にウラルトゥ語と近いと考えられるため、二つをまとめてフルリ・ウラルトゥ語族と呼ぶこともある。フルリ・ウラルトゥ語族が孤立的であるのか他の語族と系統関係を持つのかは未だに明らかではなく、例えば北東コーカサス語族（ナフ・ダゲスタン語族）との関係が議論されたがはっきりしていない。文法的な特色の中で最も興味深いのは、能格言語であること、そして文が名詞系の鎖と動詞系の鎖による連繋構造を持っている、つまりシュメール語、トルコ語や日本語などと同様な膠着語である。
現在知られているフルリ語の資料の大半は人名や地名だが、トルコのボアズキョイから出土したヒッタイト語とのバイリンガルの粘土板によって、不完全ではあるが読解された。またエジプトのアマルナ書簡等から発見された楔形文字文書によれば、人名・神名・馬術用語や社会用語にはサンスクリットに近い単語が見られる。
現在知られている最古の歌はウガリット遺跡から発掘されたもので、歌詞はフルリ語で書かれている。
1. ↑  Hammarström, Harald; Forkel, Robert; Haspelmath, Martin et al., eds (2016). “Hurrian”. Glottolog 2.7. Jena: Max Planck Institute for the Science of Human History